# Samuel van Driel
Samuel van Driel (Oud-Beijerland, 19 januari 1821 – Nieuwveen, 29 januari 1892) was een Nederlands burgemeester.
Hij werd geboren als zoon van Jan van Driel (1779-1861) en Jacoba Verhagen (1781-1844). Hij werd in 1851 burgemeester
van de gemeenten Nieuwveen en Zevenhoven als opvolger van W.C.A. Vaupel Kleijn die burgemeester van Poortugaal en Hoogvliet was geworden. Van Driel bleef burgemeester tot hij in 1892 op 71-jarige leeftijd overleed.